# Batillipes noerrevangi
Espèce
Batillipes noerrevangi est une espèce de tardigrades de la famille des Batillipedidae. 

## Distribution
Cette espèce est endémique du Danemark. Elle se rencontre dans la mer du Nord.

## Étymologie
Cette espèce est nommée en l'honneur d'Arne Nørrevang.

## Publication originale
- Kristensen, 1978 : Notes on marine Heterotardigrades. 1. Description of two new Batillipes species, using the electron microscope. Zoologischer Anzeiger, vol. 200, p. 1–17.